# John Gardner (écrivain américain)
Pour les articles homonymes, voir John Gardner, Gardner et John Gardner.
Œuvres principales
- Grendel
- L'Homme-Soleil
- À l'ombre du mont Nickel
- La Symphonie des spectres

John Gardner, né le 21 juillet 1933 à Batavia dans l'État de New York et mort le 14 septembre 1982 dans le Comté de Susquehanna en Pennsylvanie, est un écrivain américain.

## Biographie
Gardner est né à Batavia, New York. Son père était un prédicateur et un producteur laitier, et sa mère enseignait en troisième année dans une petite école d'un village voisin. Les deux parents aimaient la poésie et récitaient souvent leur poésie et les poésies préférées qu'ils écrivaient sur la vie à la ferme et dans les maisons d'amis. Gardner est actif dans les Boy Scouts of America et atteint le rang Eagle Scout. Enfant, Gardner fréquentait l'école publique et travaillait dans la ferme de son père, où en avril 1945, son frère cadet Gilbert fut tué dans un accident.  Gardner, qui conduisait le tracteur pendant l'accident mortel, s'est senti coupable de la mort de son frère tout au long de sa vie, souffrant de cauchemars et de flashbacks. Cet accident a influé une grande partie de la fiction et de la critique de Gardner - et plus directement dans la nouvelle de 1977 "Redemption", qui incluait une relation fictive de l'accident comme un élan d'inspiration artistique.
Gardner a commencé ses études universitaires à l'Université DePauw, et a obtenu son diplôme de premier cycle de l'Université de Washington à St. Louis en 1955. Il a reçu sa maîtrise (1956) et son doctorat (1958) de l'Université de l'Iowa.
Gardner a épousé Joan Louise Patterson le 6 juin 1953; le mariage, qui a produit des enfants, s'est terminé par un divorce en 1980. Gardner a épousé la Poète et romancière Liz Rosenberg en 1980; ce mariage s'est terminé par un divorce en 1982

## Œuvres

### Romans
- (en) The Resurrection, New American Library, 1966
- (en) The Wreckage of Agathon, Harper & Row, 1970
- Grendel, Denoël, 1974 ((en) Grendel, Alfred A. Knopf, 1971)
- L'Homme-Soleil, Denoël, 1975 ((en) The Sunlight Dialogues, Alfred A. Knopf, 1972)
- (en) Jason and Medeia, Alfred A. Knopf, 1973
- À l'ombre du mont Nickel, Denoël, 1976 ((en) Nickel Mountain, Alfred A. Knopf, 1973)
- (en) The King's Indian, Alfred A. Knopf, 1974
- Lumière d'octobre, Denoël, 1981 ((en) October Light, Alfred A. Knopf, 1976)
- (en) Vlemk the Box Painter, Lord John Press, 1979
- Le Livre de Freddy, Denoël, 1982 ((en) Freddy's Book, Alfred A. Knopf, 1980)
- La Symphonie des spectres, Denoël, 1985 ((en) Mickelsson's Ghosts, Alfred A. Knopf, 1982)
- (en) Stillness and Shadows, Alfred A. Knopf, 1986

### Recueil de nouvelles
- (en) The Art of Living and Other Stories, Alfred A. Knopf, 1981